# Oussama Khatib
Pour les articles homonymes, voir Khatib.
Oussama Khatib est un robotiste et un professeur d'informatique à l'université Stanford et un membre de l'IEEE. Il a effectué des travaux de référence dans des domaines allant de la planification de mouvement et le contrôle des robots, l'interaction homme-robot, à l'interaction haptique et la synthèse du mouvement humain. Son travail a mis l'accent sur le développement de théories, d'algorithmes et de technologies qui contrôlent les systèmes de robots en utilisant des modèles de leur dynamique physique. Ces modèles dynamiques sont utilisés pour obtenir des contrôleurs optimaux pour des robots complexes qui interagissent avec l'environnement en temps réel.

## Biographie
Oussama Khatib a soutenu sa thèse en électrotechnique à Sup Aéro à Toulouse en 1980. Il rejoint ensuite le département d'informatique de l'université Stanford et a été membre de la faculté depuis. Il est actuellement directeur du Stanford Robotics Laboratory et membre de Stanford University Bio-X Initiative.
Oussama Khatib siège depuis 2014 au sein du Conseil stratégique de la recherche qui conseille le gouvernement français quant aux grandes orientations de la stratégie nationale de recherche scientifique, et évalue leur mise en œuvre.

## Liens
- (en) Site officiel
- Ressources relatives à la recherche :   - Digital Bibliography & Library Project
  - Google Scholar
  - Mathematics Genealogy Project
  - ORCID
- Notices d'autorité :   - VIAF
  - ISNI
  - BnF (données)
  - IdRef
  - LCCN
  - GND
  - Japon
  - CiNii
  - Belgique
  - Israël
  - NUKAT
  - Norvège
  - Croatie
  - Tchéquie
  - WorldCat
- site web du Stanford Robotics Group